# Team Katjoesja/2010
Deze pagina geeft een overzicht van de Katjoesja-wielerploeg in 2010.

## Algemeen
Sponsors: Gazprom, Itera, Rostechnologii
Algemeen manager: Stefano Feltrin
Team manager: Serge Parsani, Pierumberto Zani
Ploegleiders: Jef Braeckevelt, Mario Chiesa, Dmitri Konysjev, Gennadi Michajlov
Fietsmerk: Ridley

## Renners
| Naam                | Geboortedatum | Nationaliteit | Ploeg 2009                 |
| ------------------- | ------------- | ------------- | -------------------------- |
| Marco Bandiera      | 12-06-1984    | Italië        | Lampre-N.G.C.              |
| László Bodrogi      | 11-12-1976    | Hongarije     |                            |
| Aleksandr Botsjarov | 26-02-1975    | Rusland       |                            |
| Pavel Broett        | 29-01-1982    | Rusland       |                            |
| Mychajlo Chalilov   | 03-07-1975    | Oekraïne      |                            |
| Nikita Jeskov       | 23-01-1983    | Rusland       |                            |
| Denis Galimzjanov   | 07-03-1987    | Rusland       |                            |
| Joan Horrach        | 27-03-1973    | Spanje        |                            |
| Michail Ignatiev    | 07-05-1985    | Rusland       |                            |
| Sergej Ivanov       | 05-03-1975    | Rusland       |                            |
| Vladimir Karpets    | 20-09-1980    | Rusland       |                            |
| Kim Kirchen         | 03-07-1978    | Luxemburg     | Team Columbia-HTC          |
| Sergej Klimov       | 07-07-1980    | Rusland       |                            |
| Aleksandr Kolobnev  | 04-05-1981    | Rusland       | Team Saxo Bank             |
| Timofej Kritski     | 24-01-1987    | Rusland       | Katjoesja Continental Team |
| Luca Mazzanti       | 04-02-1974    | Italië        |                            |
| Robbie McEwen       | 24-04-1972    | Australië     |                            |
| Danilo Napolitano   | 31-01-1981    | Italië        |                            |
| Artjom Ovetsjkin    | 11-07-1986    | Rusland       |                            |
| Jevgeni Petrov      | 25-05-1978    | Rusland       |                            |
| Alexandru Pliușchin | 13-01-1987    | Moldavië      | AG2R-La Mondiale           |
| Filippo Pozzato     | 10-09-1981    | Italië        |                            |
| Joaquim Rodríguez   | 12-05-1979    | Spanje        | Caisse d'Epargne           |
| Jegor Silin         | 25-06-1988    | Rusland       |                            |
| Nikolaj Troesov     | 07-02-1985    | Rusland       |                            |
| Stijn Vandenbergh   | 25-04-1984    | België        |                            |
| Maxime Vantomme     | 08-03-1986    | België        |                            |
| Edoeard Vorganov    | 01-12-1982    | Rusland       | Xacobeo-Galicia            |

## Belangrijke overwinningen
| Trofeo Palma de Mallorca Winnaar: Robbie McEwen Tirreno-Adriatico 2010 6e etappe: Michail Ignatiev Ronde van Catalonië 2010 Eindklassement: Joaquim Rodríguez Ploegenklassement Grote Prijs Miguel Indurain Winnaar: Joaquim Rodríguez Ronde van het Baskenland 2010 5e etappe: Joaquim Rodríguez | Vierdaagse van Duinkerke 2e etappe: Danilo Napolitano Ronde van Italië 11e etappe: Jevgeni Petrov 12e etappe: Filippo Pozzato Ronde van Frankrijk 12e etappe: Joaquim Rodríguez Ronde van Wallonië 1e etappe: Danilo Napolitano Ronde van Burgos 3e etappe (PT): Team katoesja | Eneco Tour 1e etappe: Robbie McEwen Ronde van Limousin 3e etappe: Aleksandr Botsjarov Ronde van Slowakije 1e etappe: Aleksandr Botsjarov 3e etappe: Aleksandr Porsev Ronde van Spanje 14e etappe Joaquim Rodríguez Ploegenklassement Duo Normand Winnaar: Artjom Ovetsjkin en Alexandru Pliușchin |

2006 · 2007 · 2008 · 2009 · 2010 · 2011 · 2012 · 2013 · 2014 · 2015 · 2016 · 2017 · 2018 · 2019
AG2R-La Mondiale · Astana · Caisse d'Epargne · Euskaltel-Euskadi · Footon-Servetto-Fuji · Française des Jeux · Team Garmin-Transitions · Team HTC-Columbia · Katjoesja · Lampre-Farnese Vini · Liquigas-Doimo · Team Milram · Omega Pharma-Lotto · Quick·Step · Rabobank · Team RadioShack · Team Saxo Bank · Team Sky